# 3-й Білоруський фронт
3-й Білору́ський фронт — оперативно-стратегічне об'єднання Червоної армії з 24 квітня 1944 до 15 серпня 1945 року у німецько-радянській війні. Створений на базі розформованого Західного фронту. Фронт бився на центральному та північному напряму німецько-радянського фронту, брав участь у Білоруській, Мемельській та Східно-Прусській операціях Червоної армії.

## Історія
3-й Білоруський фронт утворений на західному напрямку 24 квітня 1944 року на підставі директиви Ставки ВГК від 19 квітня 1944 року в результаті поділу Західного фронту на 2-й і 3-й Білоруські фронти. Спочатку до його складу були включені 5-та, 31-ша, 39-та загальновійськові армії і 1-ша повітряна армія. Надалі в нього входили 2-га і 11-та гвардійська, 3-тя, 21-ша, 28-ма, 33-тя, 43-тя, 48-ма, 50-та армії, 5-та гвардійська танкова і 3-тя повітряна армії.

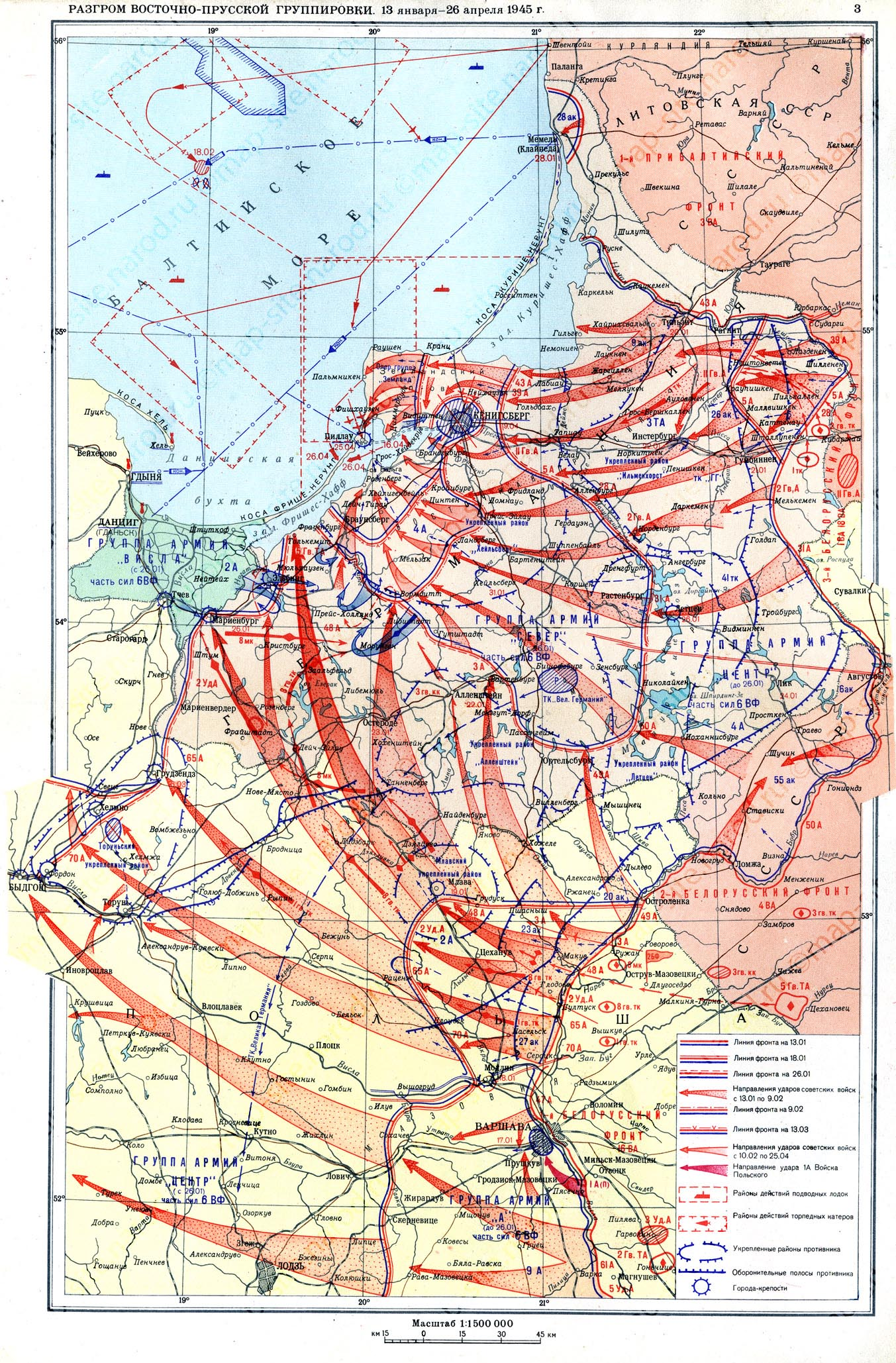
Східно-Прусська операція. 13 січня — 25 квітня 1945

У травні-першій половині червня 1944 війська фронту вели бойові дії місцевого значення на території Білорусії. Під час проведення Білоруської стратегічної операції (23 червня-29 серпня 1944), фронт провів 23-28 червня Вітебско-Оршанську операцію (спільно з 1-м Прибалтійським фронтом), 29 червня-4 липня — Мінську операцію (спільно з 1-м і 2-м Білоруськими фронтами), 5-20 липня — Вільнюську операцію та 28 липня-28 серпня — Каунаську операцію. В результаті проведених операцій його війська просунулися на глибину до 500 км. Війська фронту звільнили Вітебськ (26 червня), Оршу (27 червня), Борисов (1 липня), Мінськ (3 липня), Молодечно (5 липня), Вільнюс (13 липня), Каунас (1 серпня), інші міста і вийшли до державного кордону СРСР зі Східною Пруссією.

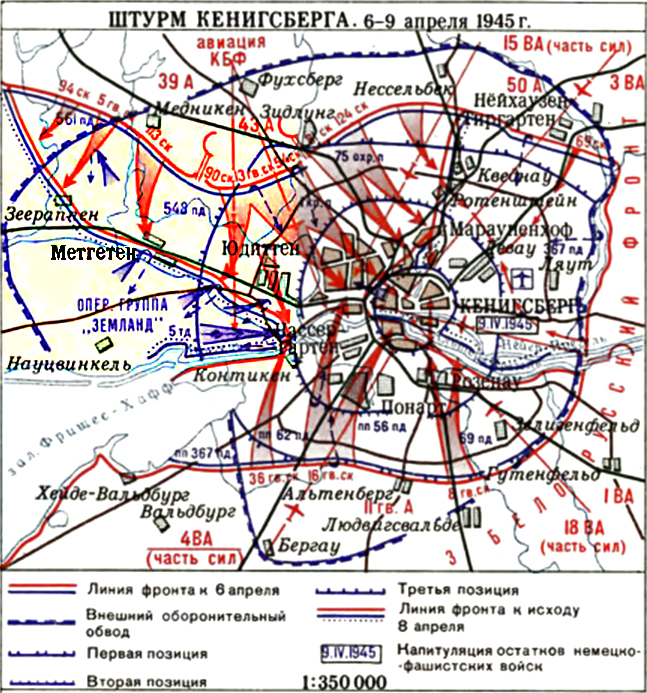
Штурм Кенігсберга. 6-9 квітня 1945

У жовтні 1944 року фронт силами 39-ї армії і 1-ї повітряної армії брав участь у Мемельській операції (5-22 жовтня) 1-го Прибалтійського фронту, в результаті якої було ізольоване і притиснуте до Балтійського моря Курляндське угруповання вермахту. Війська фронту просунулися на глибину від 30 до 60 км у Східну Пруссію та в Північно-Східну Польщу, увійшли у міста Шталлупенен (25 жовтня), Ґолдап, Сувалки.
У січні-квітні 1945 року війська 3-го Білоруського фронту брали участь у Східно-Прусській стратегічній операції, в ході якої 13-27 січня провели Інстербурзько-Кенісберзьку операцію. У взаємодії з військами 2-го Білоруського фронту вони прорвали глибоко ешелоновану оборону, просунулися на глибину 70-130 км, вийшли на підступи до Кенігсберга і блокували східно-прусське угруповання противника, а потім (13-29 березня) ліквідували його і вийшли до затоки Фрішес-Хафф.
З 6 по 9 квітня 1945 року війська фронту провели Кенігсберзьку операцію, в результаті якої 9 квітня оволоділи фортецею і містом Кенігсберг.
25 квітня, завершивши ліквідацію Земландського угруповання противника, війська фронту опанували портом і містом Піллау.
15 серпня 1945 року на підставі наказу НКО СРСР від 9 липня 1945 року фронт розформований, його польове управління було відряджено на формування управління Барановицького військового округу.

## Військові формування у складі фронту

### На час формування фронту
- Армії:
  - 5-та армія
  - 31-ша армія
  - 39-та армія
  - 1-ша повітряна армія

### Входили у різний час до сил фронту
- - 2-га гвардійська армія
  - 11-та гвардійська армія
  - 3-тя армія
  - 21-ша армія
  - 28-ма армія
  - 33-тя армія
  - 43-тя армія
  - 48-ма армія
  - 50-та армія
  - 5-та гвардійська танкова армія
  - 3-тя повітряна армія

## Командувачі
- генерал-полковник, з 26 червня 1944 року генерал армії Черняховський І. Д. (квітень 1944 — лютий 1945);
- Маршал Радянського Союзу Василевський О. М. (лютий — квітень 1945);
- генерал армії Баграмян І. Х. (квітень — липень 1945).